# Lavusjärvi
Lavusjärvi är en sjö i kommunen S:t Michel i landskapet Södra Savolax i Finland. Arean är 39 hektar och strandlinjen är 6,17 kilometer lång. Sjön  ingår i Vuoksens huvudavrinningsområde.   Den ligger omkring 19 kilometer söder om S:t Michel och omkring 190 kilometer nordöst om Helsingfors. 